# Madagaskarfrösche

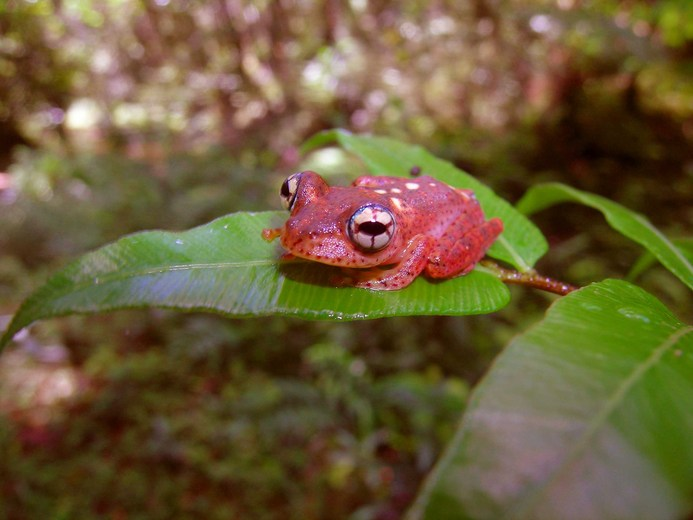
Boophis pyrrhus

Madagaskarfrösche (Mantellidae) bilden eine Familie der Froschlurche. Der bekannteste Vertreter ist das einheitlich orange gefärbte Goldfröschchen, nach dem manchmal auch die gesamte Familie oder zumindest die Gattung Mantella benannt wird. Madagaskarfrösche kommen endemisch auf Madagaskar sowie der kleinen nördlichen Nachbarinsel Mayotte im Indischen Ozean vor und stellen den größten Teil der Amphibienfauna Madagaskars – die übrigen Arten der Insel gehören vor allem zu den Engmaulfröschen (Microhylidae) und zu den Riedfröschen (Hyperoliidae).

## Merkmale
Es handelt sich um meist kleine bis mittelgroße Froschlurche mit einer Kopf-Rumpf-Länge von 1,5 bis 5 Zentimeter. Manche Arten werden deutlich größer, Mantidactylus guttulatus zum Beispiel erreicht eine Kopf-Rumpf-Länge von 10 bis 12 Zentimeter.
Die lebhaften und manchmal äußerst farbenfrohen Tiere produzieren wirksame Hautgifte, sogenannte lipophile Alkaloide. Diese evolutionäre Entwicklung kann ebenso wie der anatomische Bauplan, die Ökologie und die intensive Färbung als biologische Konvergenz zu den Pfeilgiftfröschen Lateinamerikas angesehen werden.

## Lebensweise
Die Arten der Gattung Mantella leben in der Regel tagaktiv vorwiegend am Boden von feuchten bis sumpfigen Bergwäldern, aber auch in Küstennähe. Die anderen Vertreter der Familie ähneln äußerlich mehr Laubfröschen und klettern ebenso wie diese mit Hilfe von Haftscheiben an den Gliedmaßen in der Vegetation.
Madagaskarfrösche, zumindest der Gattung Mantella, betreiben als eine der wenigen Froschlurche eine innere Befruchtung (vergleiche auch: Schwanzfrösche). Darauf wurde man zuerst aufmerksam, als man solitäre Weibchen bei der Ablage von sich anschließend weiter entwickelndem Laich beobachtete. Die Männchen geben beim Amplexus ihr Sperma auf den Rücken der Weibchen ab, wo die Samenflüssigkeit zur Kloake herabläuft und dort aufgenommen wird. Die Eier werden an Land auf dem Boden oder auf Pflanzen als kleine Gelege in der Nähe von Gewässern deponiert, so dass die schlüpfenden Kaulquappen schlängelnd das Wasser erreichen können, in dem sie ihre weitere Entwicklung bis zur Metamorphose vollziehen. Bei einigen Arten findet aber auch eine direkte Entwicklung innerhalb der Eier statt. Hier schlüpfen also fertige Jungfrösche aus den Eiern.

## Taxonomie

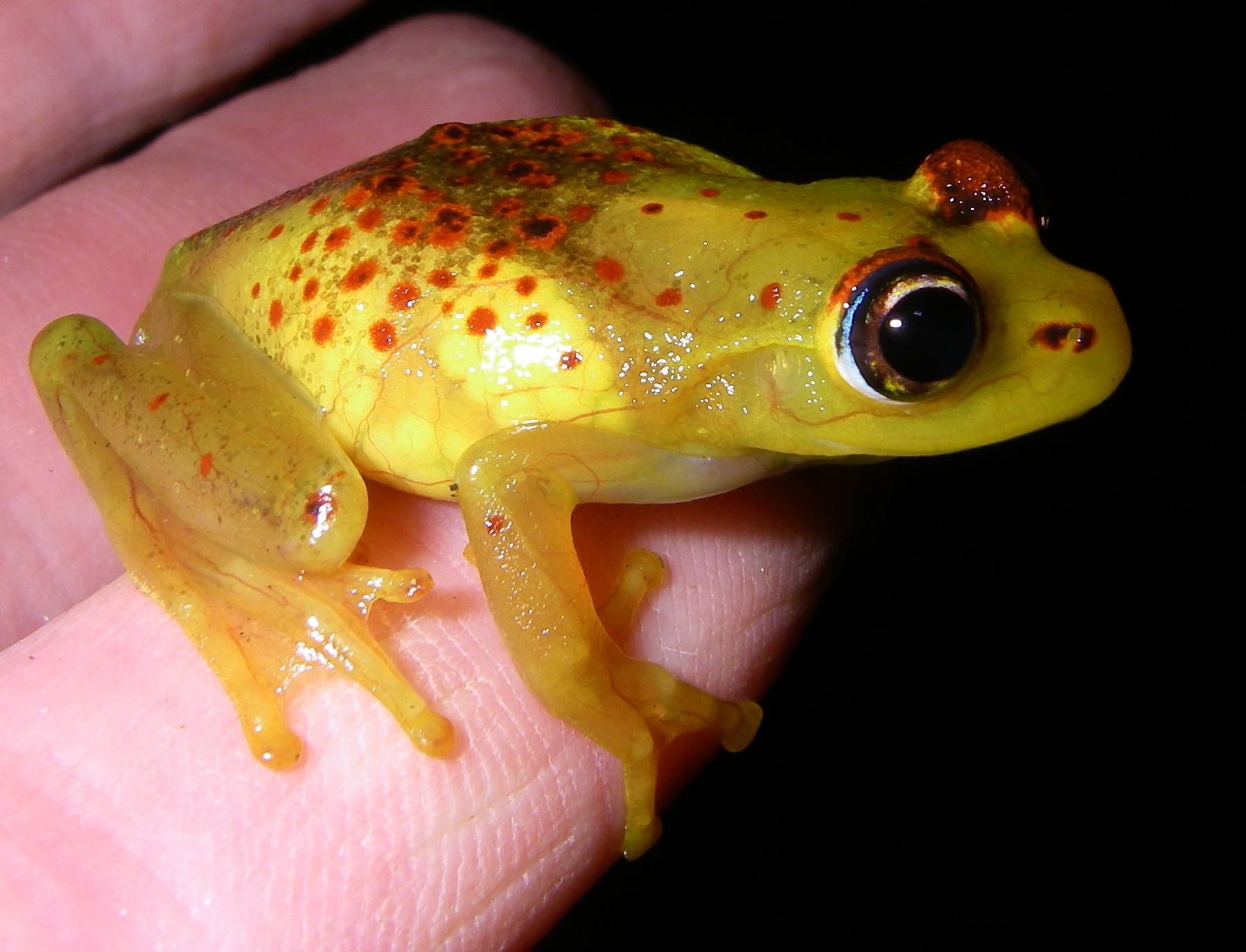
Boophis bottae; Weibchen mit durch die Haut sichtbaren Eiern

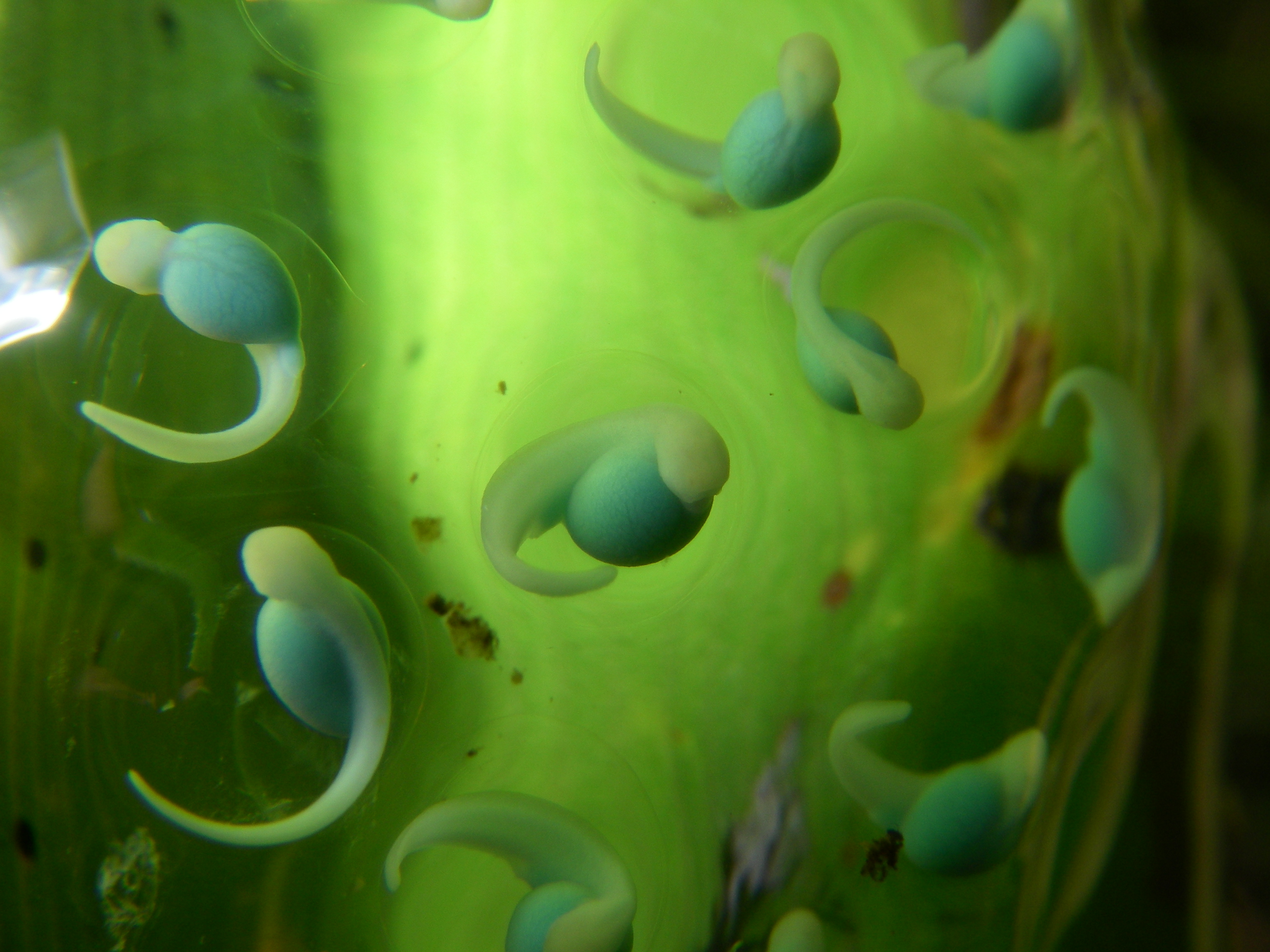
Embryonen im Laich von Guibemantis pulcher auf dem Blatt eines Schraubenbaumes im Ranomafana National Park

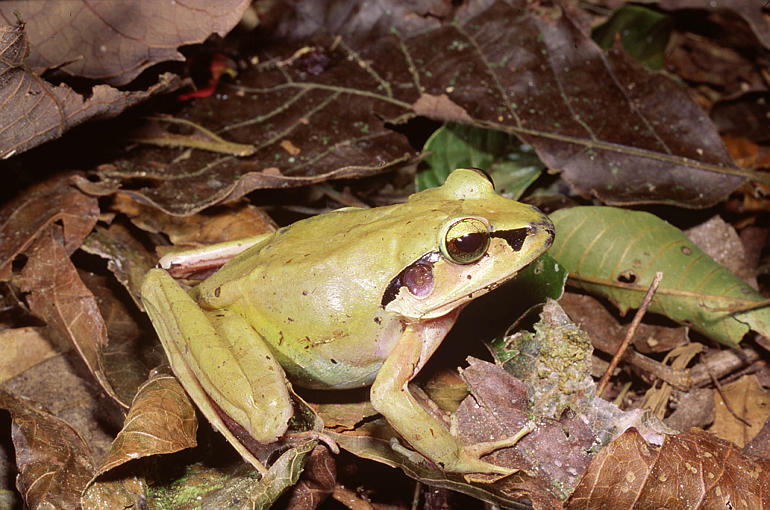
Aglyptodactylus madagascariensis

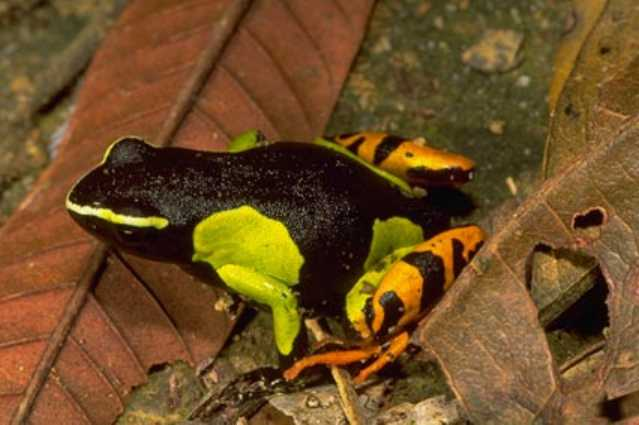
Mantella baroni

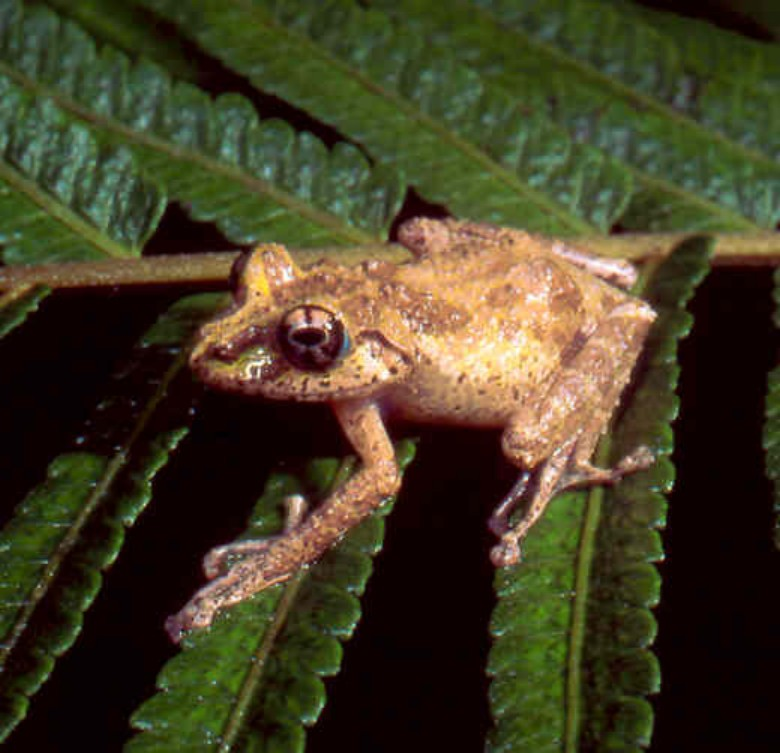
Spinomantis fimbriatus

Nachdem früher die Unterfamilie Mantellinae zu den Echten Fröschen (Ranidae) und andere Vertreter zu den Ruderfröschen (Rhacophoridae) gestellt wurden, wird nun eine separate Familie Mantellidae gebildet, in der nach der hier dargestellten Systematik drei Unterfamilien, zwölf Gattungen und über 285 Arten unterschieden werden. Gegenwärtig werden zudem noch zahlreiche neue Arten entdeckt und beschrieben.
Stand: 18. Oktober 2024
Unterfamilie Boophinae Vences & Glaw, 2001
- Gattung Boophis Tschudi, 1838 (87 Arten)
  - Boophis albilabris (Boulenger, 1888)
  - Boophis lichenoides Vallan, Glaw, Andreone & Cadle, 1998
  - Boophis pyrrhus Glaw, Vences, Andreone & Vallan, 2001
  - Boophis viridis Blommers-Schlösser, 1979

Unterfamilie Laliostominae Vences & Glaw, 2001
- Gattung Aglyptodactylus Boulenger, 1919 (6 Arten)
- Gattung Laliostoma Glaw, Vences & Böhme, 1998 (1 Art)

Unterfamilie Mantellinae Laurent, 1946
- Gattung Blommersia Dubois, 1992 (14 Arten)
- Gattung Boehmantis Glaw & Vences, 2006 (1 Art)
- Gattung Gephyromantis Methuen, 1920 (61 Arten)
- Gattung Guibemantis Dubois, 1992 (25 Arten)
- Gattung Mantella Boulenger, 1882 – Madagaskar-Buntfrösche (16 Arten)
- Gattung Mantidactylus Boulenger, 1895 (58 Arten)
- Gattung Spinomantis Dubois, 1992 (14 Arten)
- Gattung Tsingymantis Glaw, Hoegg & Vences, 2006 (1 Art)
- Gattung Wakea Glaw & Vences, 2006 (1 Art)

## Gefährdung
Diverse Arten der Madagaskarfrösche sind durch fortschreitende Lebensraumzerstörung (Waldrodung, Trockenlegen von Feuchtgebieten) stark bedroht, zumal sie oft nur sehr kleine Areale besiedeln. Trotz strenger Schutzbestimmungen – im Washingtoner Artenschutz-Übereinkommen beispielsweise werden alle Arten der Gattung Mantella im Anhang II geführt – gelten manche Arten als beliebte Terrarien-Heimtiere.

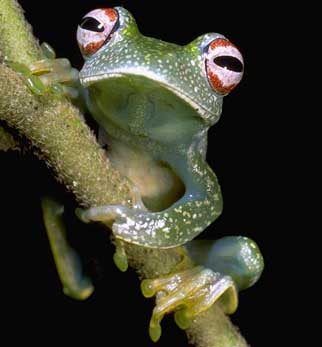
Boophis anjanaharibeensis
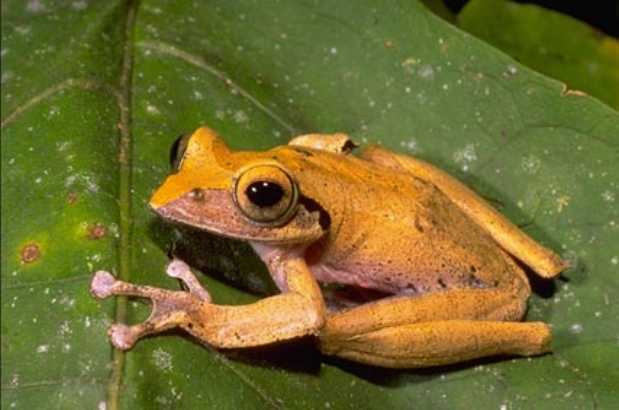
Boophis brachychir
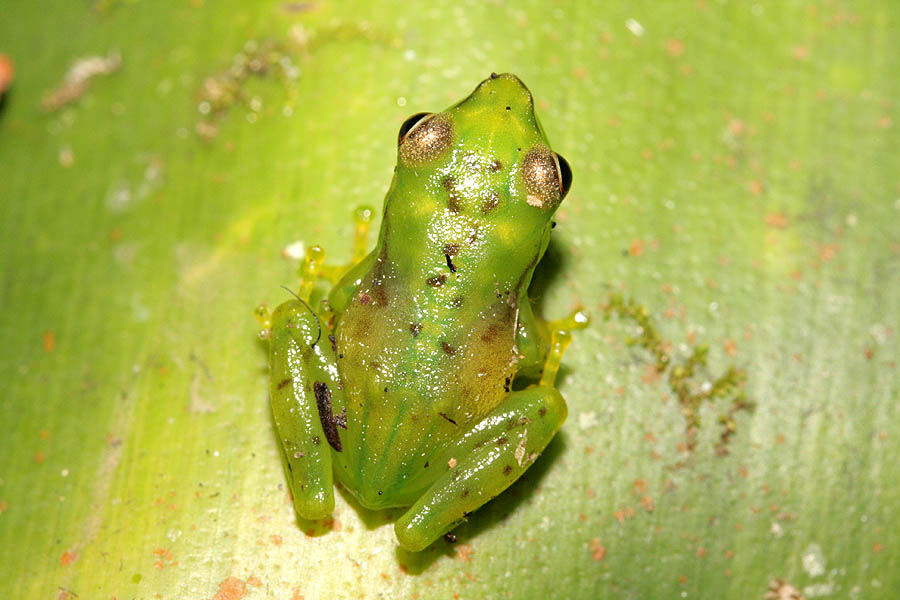
Boophis jaegeri
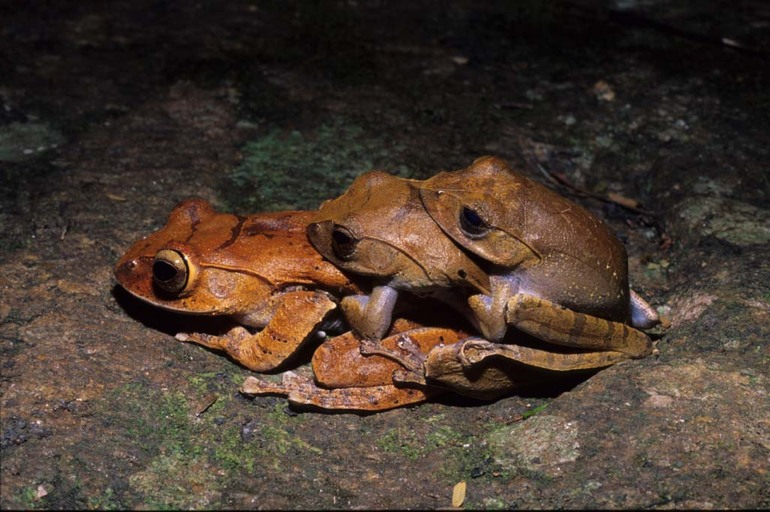
Boophis madagascariensis
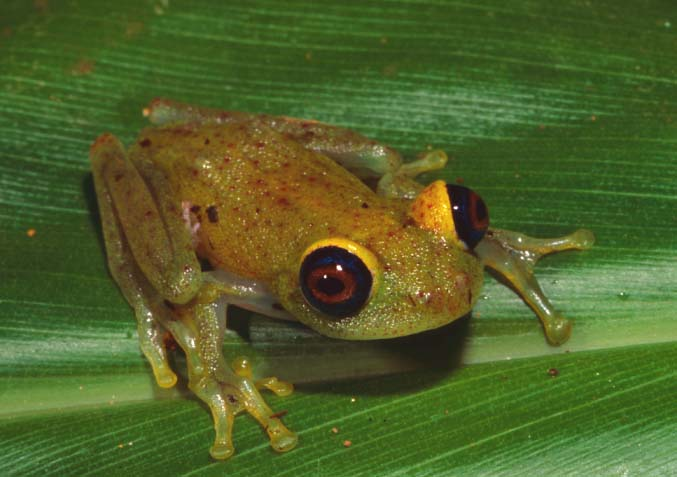
Boophis viridis
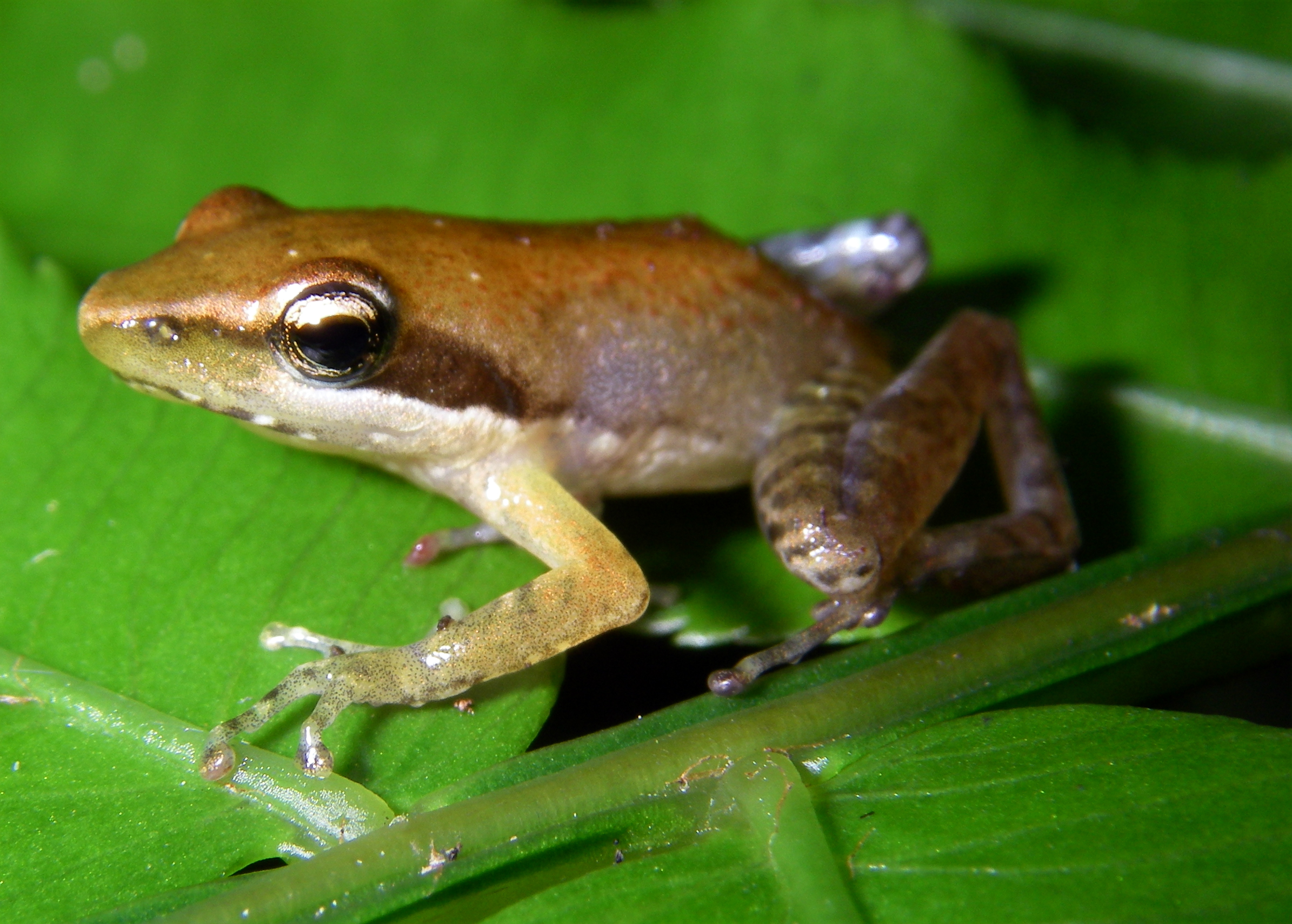
Blommersia blommersae
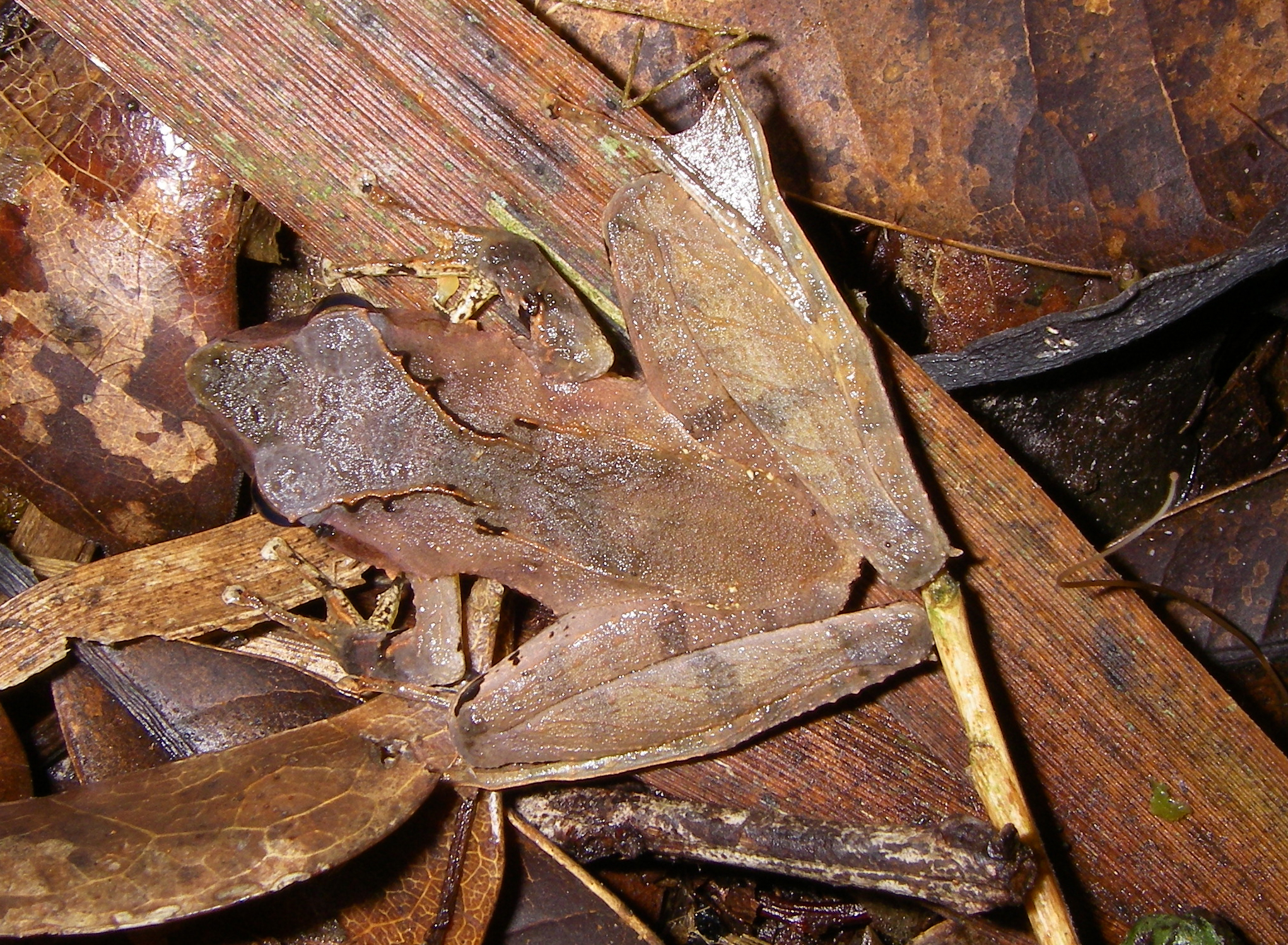
Gephyromantis sculpturatus
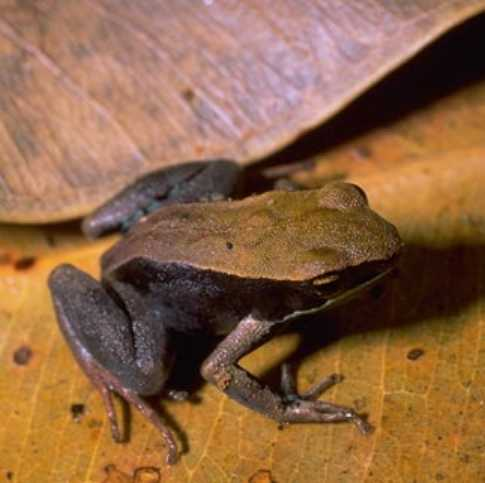
Mantella betsileo
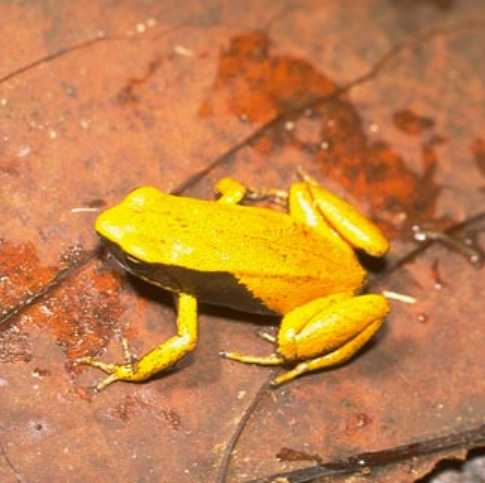
Mantella crocea
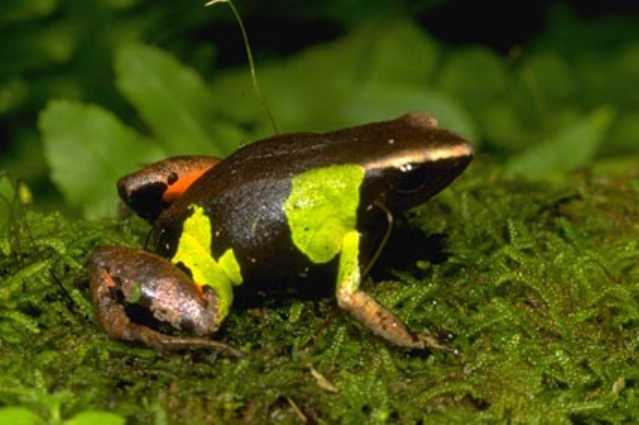
Mantella pulchra
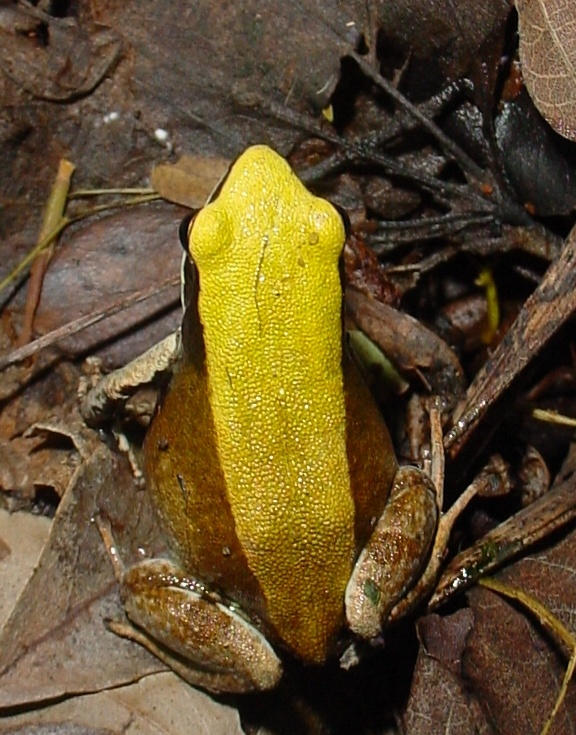
Mantella viridis
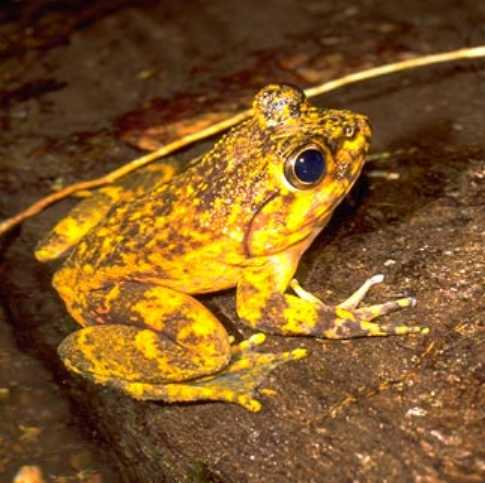
Mantidactylus grandidieri
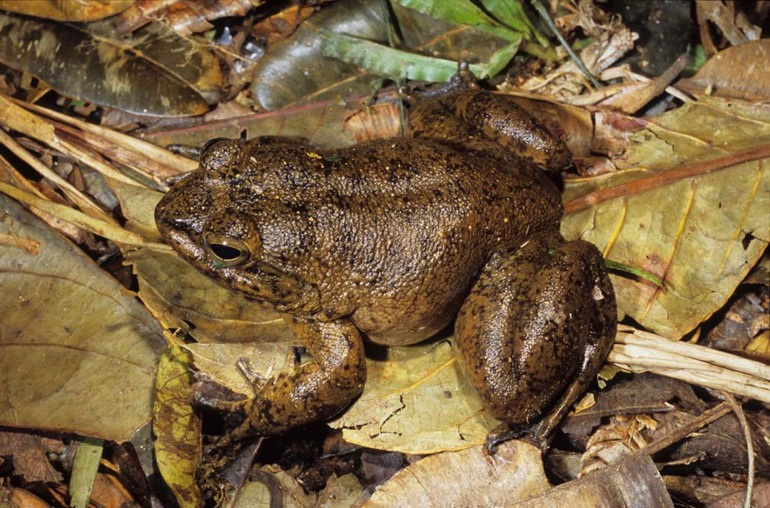
Mantidactylus guttulatus
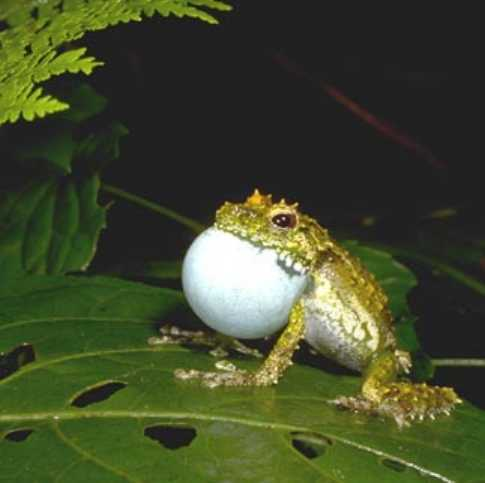
Spinomantis phantasticus
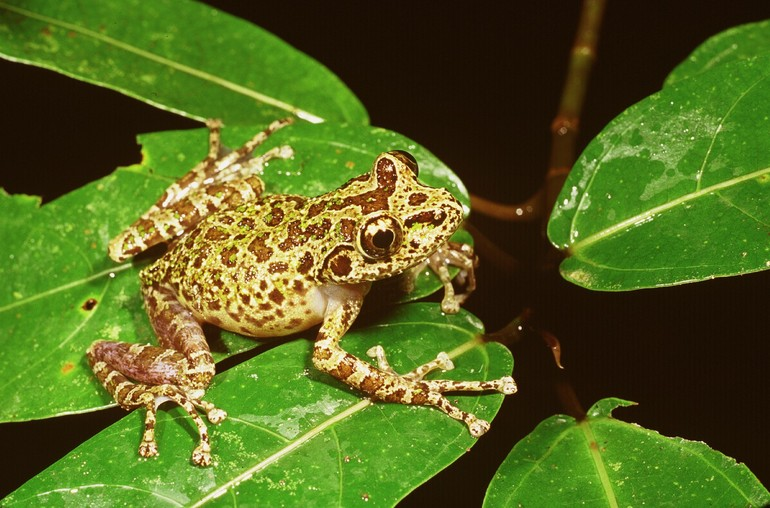
Spinomantis peraccae